# Bisdom Biella
Het bisdom Biella (Latijn: Dioecesis Bugellensis; Italiaans: Diocesi di Biella) is een in Italië gelegen rooms-katholiek bisdom met zetel in de stad Biella in de gelijknamige provincie. Het bisdom behoort tot de kerkprovincie Vercelli, en is, samen met de bisdommen Alessandria, Casale Monferrato en Novara, suffragaan aan het aartsbisdom Vercelli.

## Geschiedenis
Het bisdom werd op 1 juni 1772 opgericht door paus Clemens XIV met de apostolische constitutie Praecipua demandati. Het gebied behoorde daarvoor toe aan het aartsbisdom Vercelli. Het bisdom was suffragaan aan het aartsbisdom Turijn. In 1803 werd het bisdom opgeheven, maar paus Pius VII richtte het op 17 juni met de apostolische constitutie Beati Petri in 1817 weer op. Nu werd het suffragaan aan Vercelli.

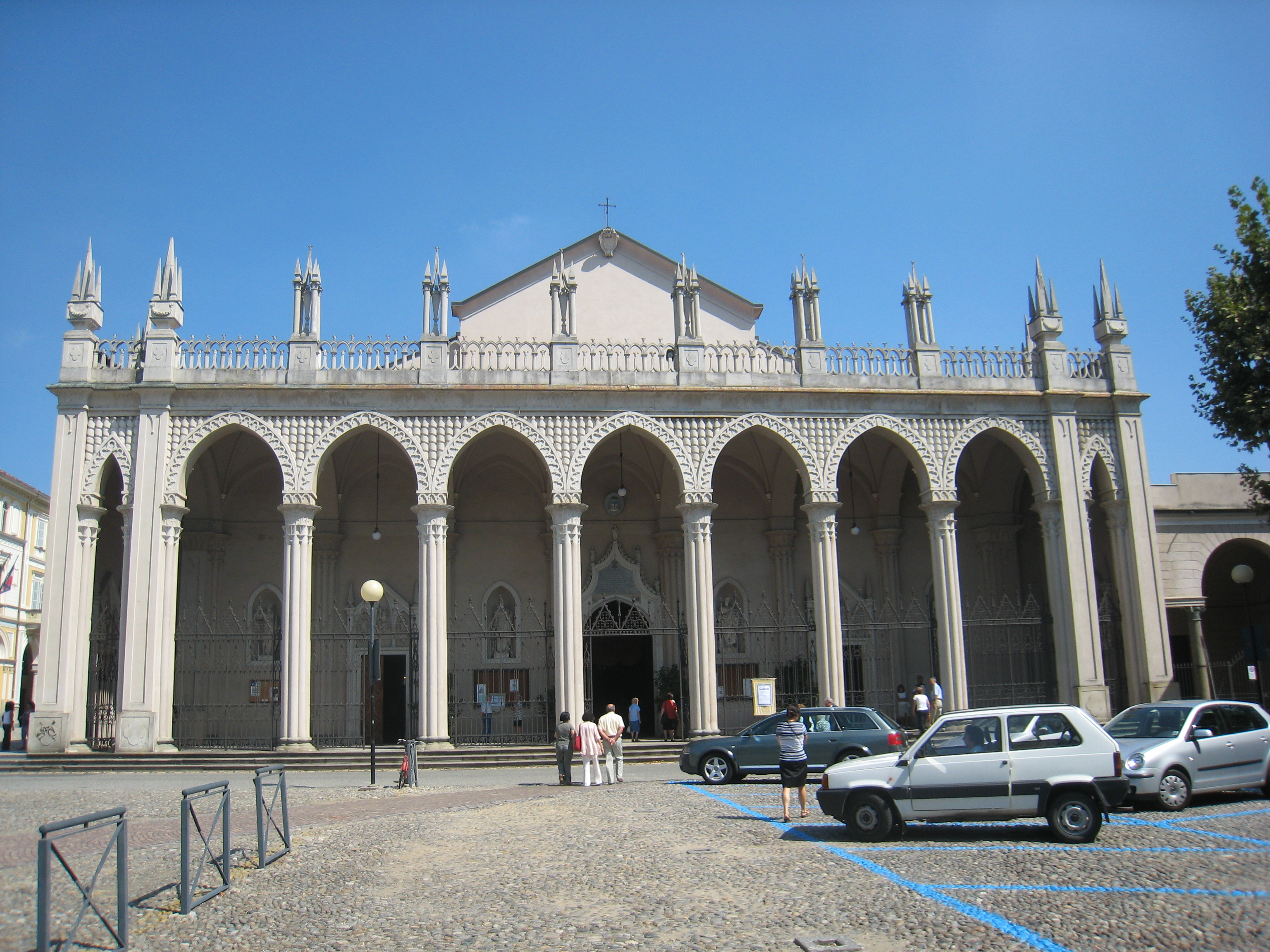
Kathedraal van Biella